# Кисиль, Пелагея Даниловна
Пелагея Даниловна Кисиль (укр. Пелагея Данилівна Кисіль; род. 1927 год) — колхозница, звеньевая свиноводческого совхоза Чернобаевского района Министерства совхозов СССР, Украинская ССР. Герой Социалистического Труда (1949).
После Великой Отечественной войны трудилась звеньевой полеводческого звена в свиноводческом совхозе Чернобаевского района. В 1948 году звено под руководством Пелагеи Кисиль собрало в среднем по 73,39 центнера кукурузы с участка площадью 10 гектаров. В 1949 году была удостоена звания Героя Социалистического Труда «за получение высоких урожаев пшеницы и кукурузы при выполнении совхозом плана сдачи государству сельскохозяйственных продуктов в 1948 году и обеспеченности семенами всех культур в размере полной потребности для весеннего сева 1949 года».

## Награды
- Герой Социалистического Труда — указом Президиума Верховного Совета СССР от 6 апреля 1949 года
- Орден Ленина